# Jamali-Kamali-Moschee

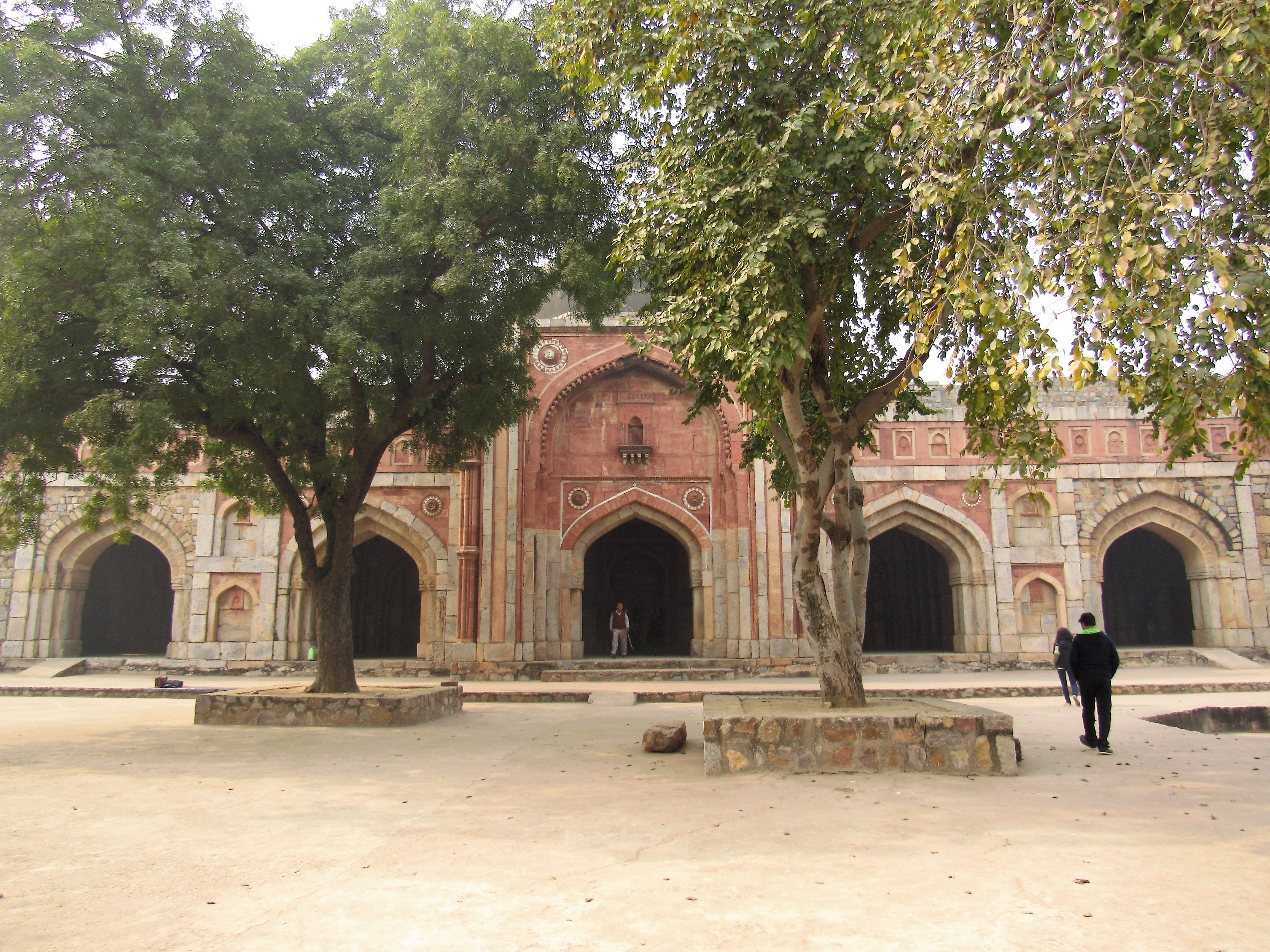
Jamali-Kamali-Moschee

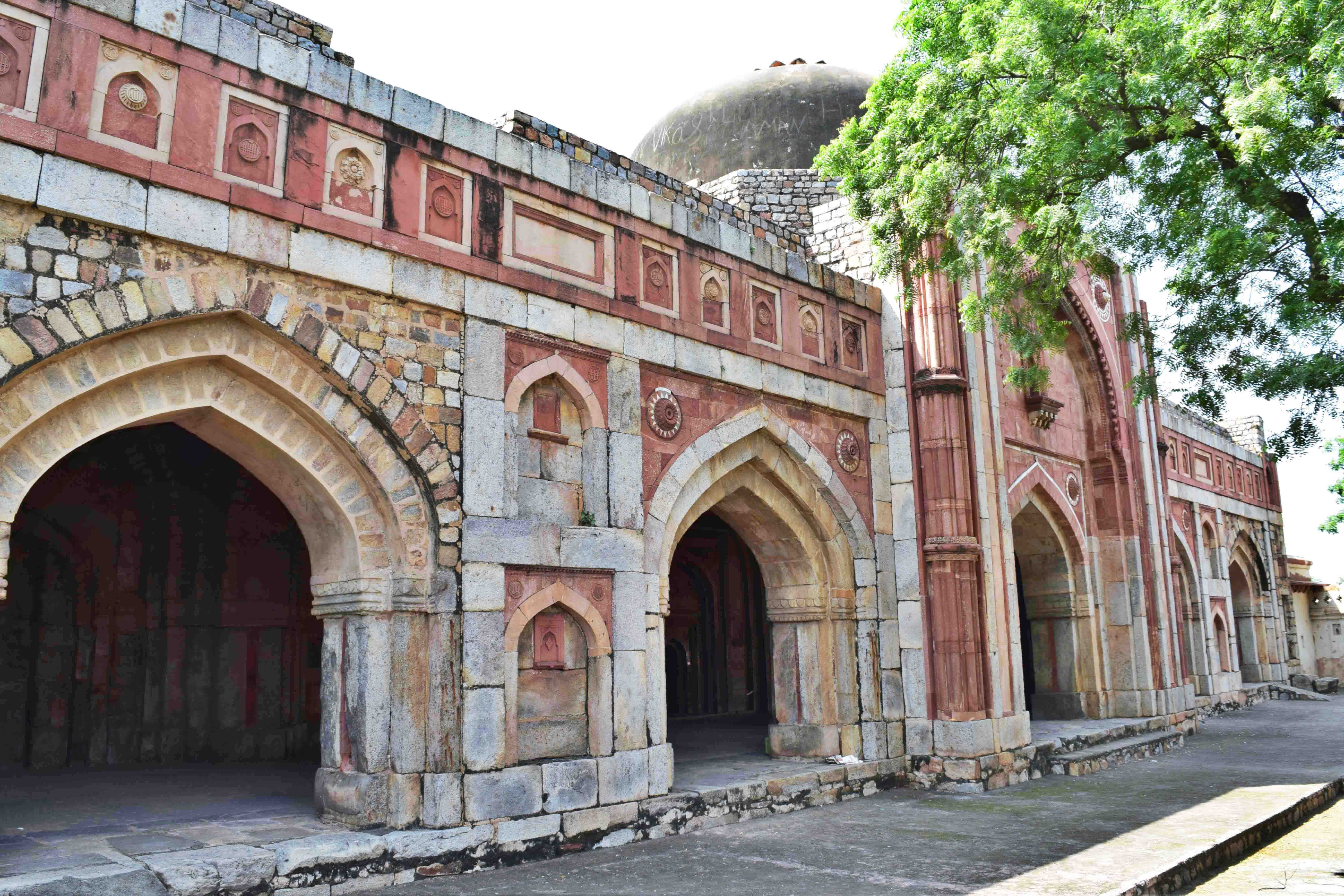
Jamali-Kamali-Moschee

Die Jamali-Kamali-Moschee ist ein Moscheebau aus der späten Lodi-Zeit bzw. der frühen Mogul-Periode im Stadtteil Mehrauli im Südosten der indischen Hauptstadt Delhi.

## Lage
Die in einer Höhe von ca. 245 m liegende Moschee ist ein Bestandteil des vom Archaeological Survey of India eingerichteten Mehrauli Archaeological Park, zu dem auch die Ruinen der alten Festung Lal Kot sowie mehrere Stufenbrunnen (baolis) gehören. Die Quwwat-ul-Islam-Moschee mit dem Qutb Minar befinden sich ca. 1 km nördlich.

## Geschichte
Scheich Jamali Kamboh (oder auch Scheich Hamid bin Fazlullah, gest. 1535) war ein im Punjab geborener sunnitischer Muslim, der Ende des 15. Jahrhunderts als Lehrer des Sultans von Delhi, Sikandar Lodi (reg. 1489–1517), Karriere machte. Nach der Machtübernahme der Moguln über den Norden Indiens nach der Ersten Schlacht bei Panipat (1526) verfasste er Lobgedichte zu Ehren von Babur (reg. 1526–1530) und Humayun (reg. 1530–1556). Die Identität von Kamali ist umstritten; er (oder sie) gilt manchen Forschern als Schüler oder Verwandter, anderen als Freund oder gar als Ehefrau oder Geliebte.

## Architektur

### Moschee
Die in den Jahren 1528/29 aus exakt behauenen, unterschiedlich farbigen Natursteinen gestaltete quergelagerte Fassade der fünftorigen Moschee ist von den Bautraditionen der späten Lodi-Zeit inspiriert, wie sie auch an den Bauten der Lodi-Gärten (ca. 10 km nördlich) in Erscheinung treten. Auch im anschließenden Gebetssaal mit seinem überkuppelten Mitteljoch und seiner reich gestalteten zentralen Mihrāb-Nische überwiegen Natursteine; die seitlichen Mihrāb-Nischen sind einfacher dekoriert.

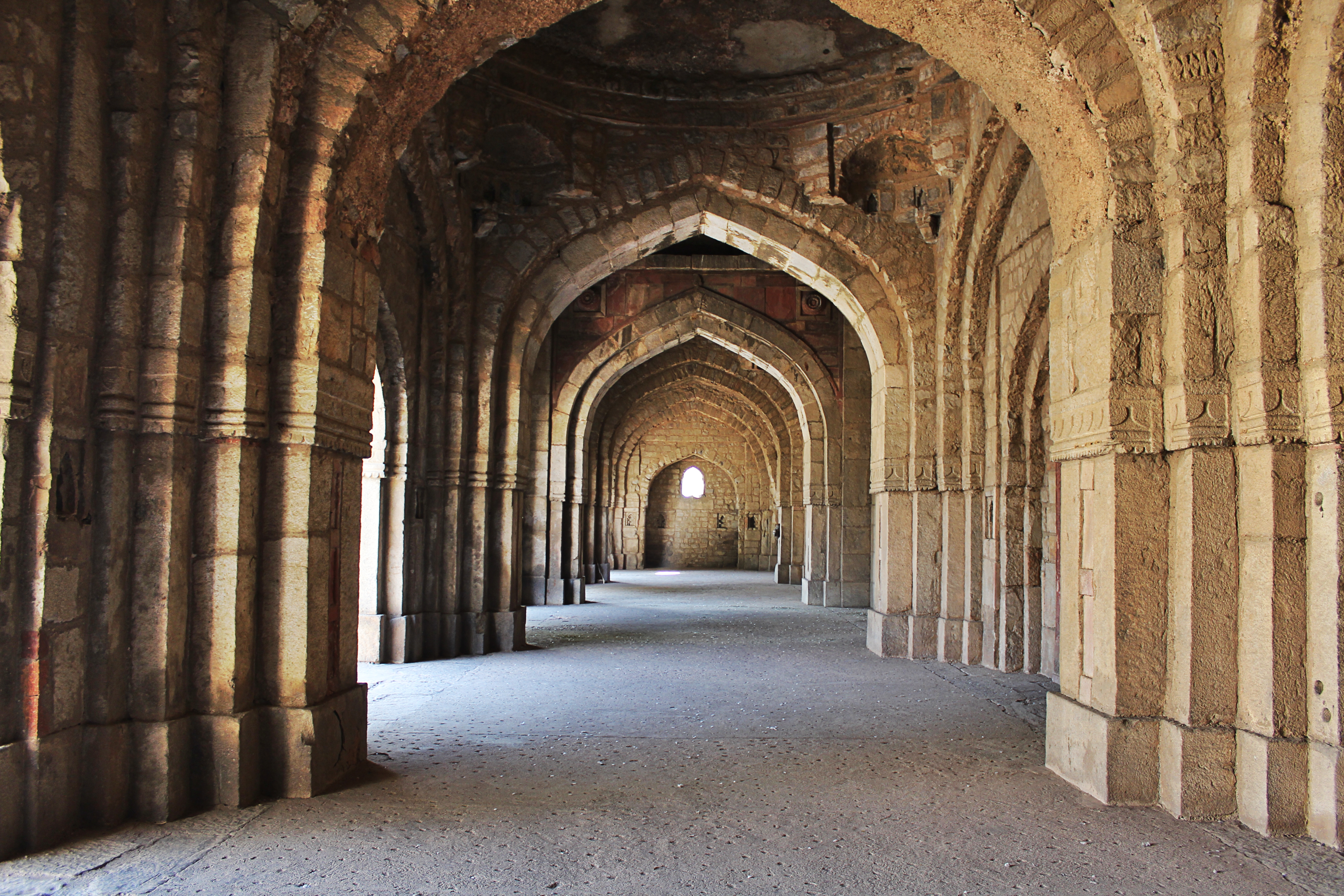
Gebetsraum
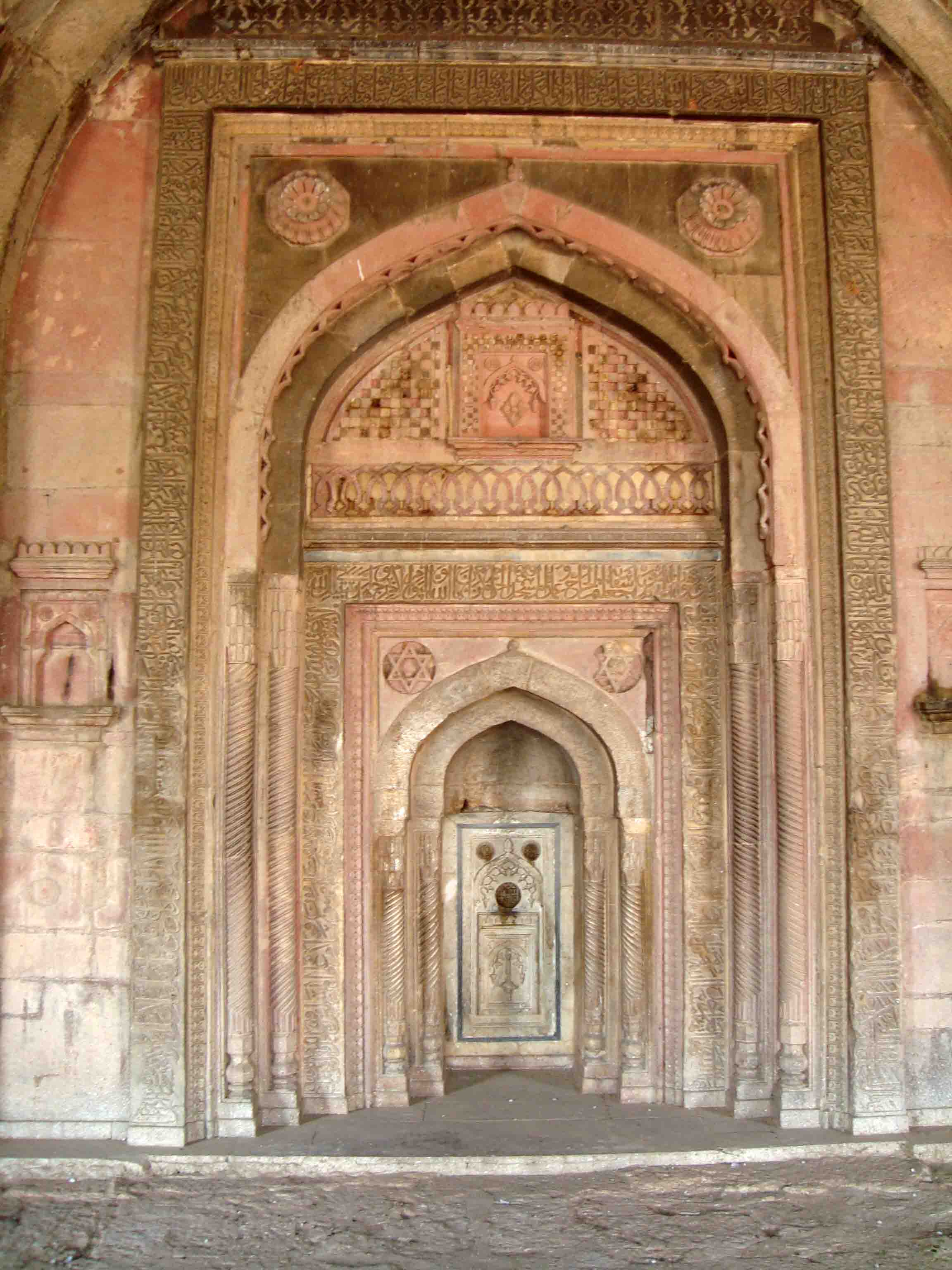
zentrale Mihrāb-Nische
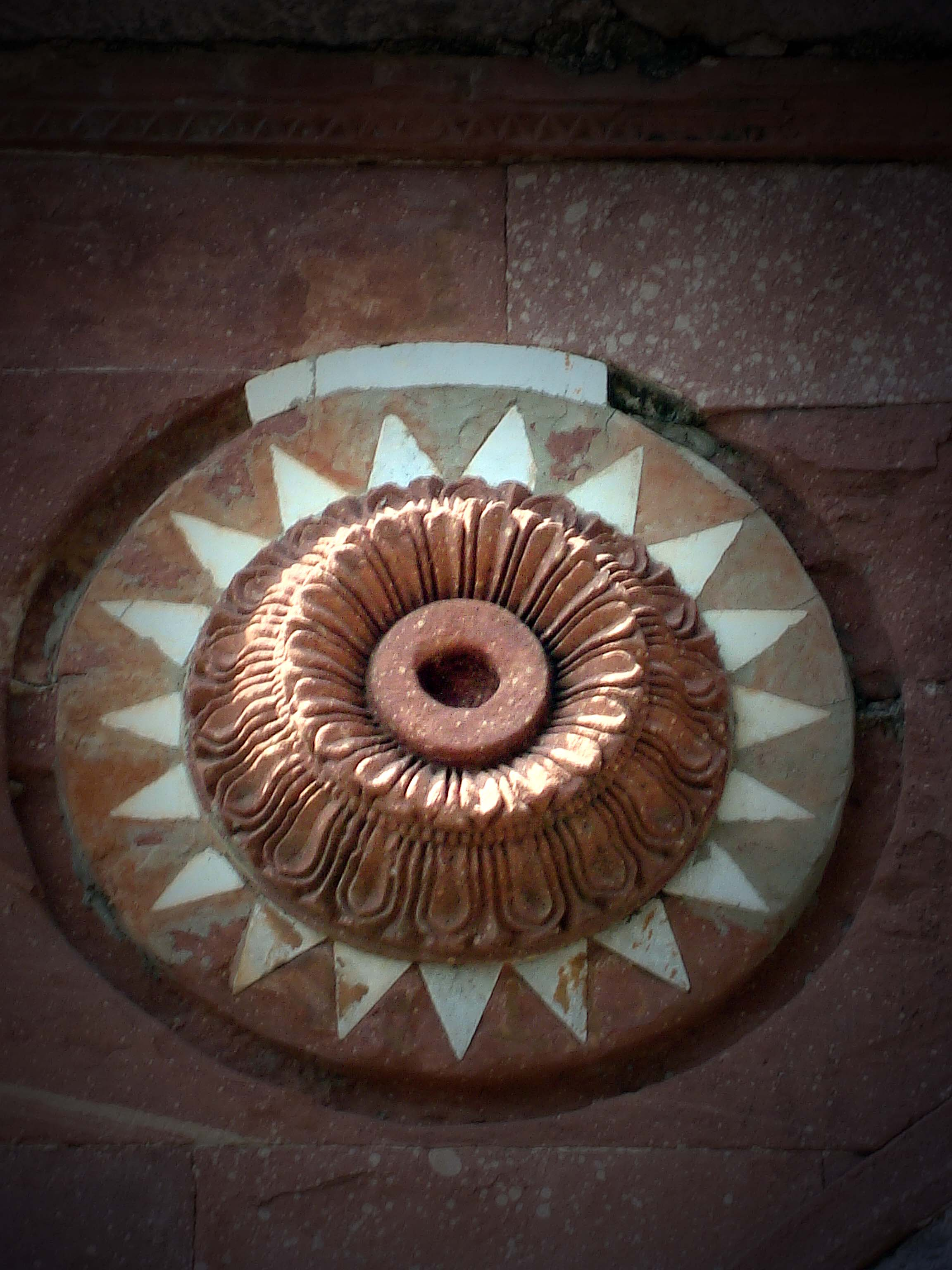
Rosette an der Fassade

### Mausoleum
Das um 1536 errichtete, im Grundriss quadratische, aber kuppellose Mausoleum für Jamali und Kamali steht im Moscheehof (sahn) und ist verputzt. Im Innern zeigen sich ornamentale Kachelmosaike und eine dekorative Deckenmalerei. Jali-Fenster lassen gedämpftes Licht in den Raum.

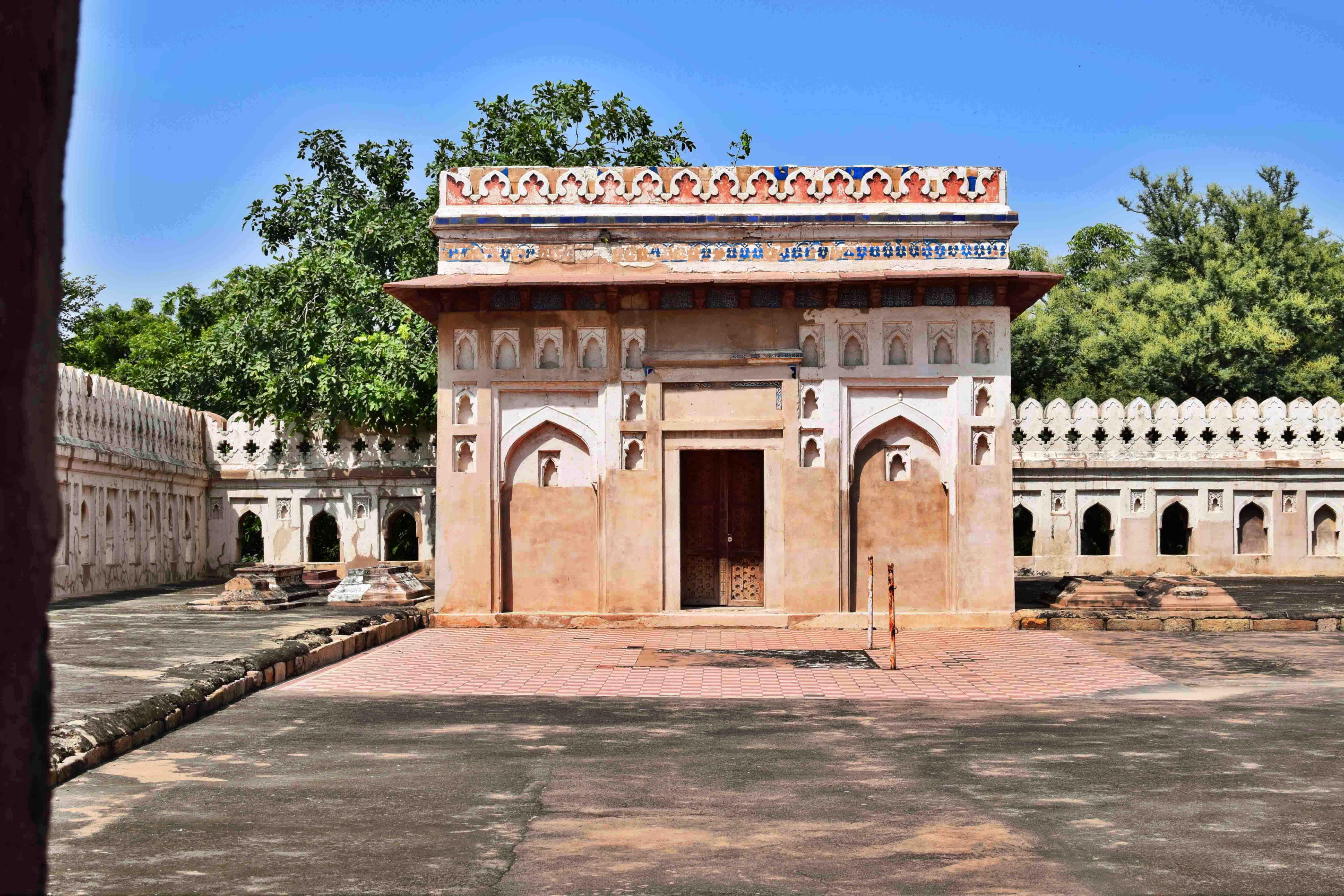
Moscheehof und Mausoleum
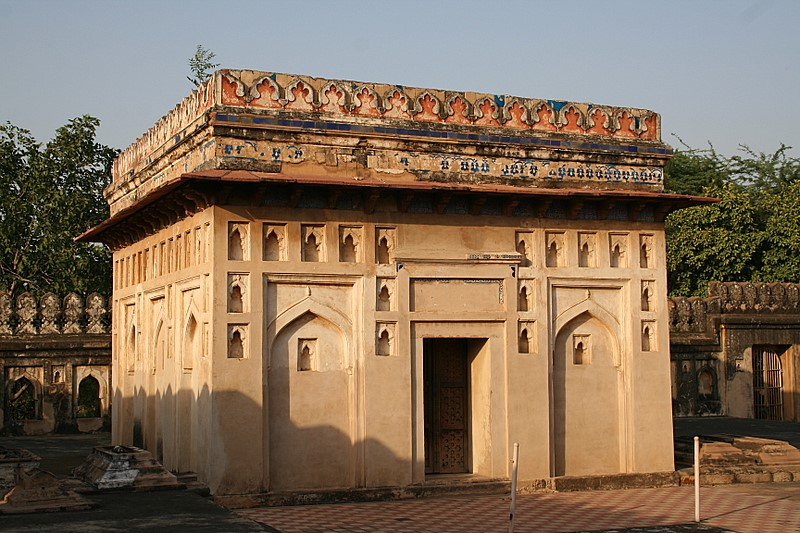
Mausoleum
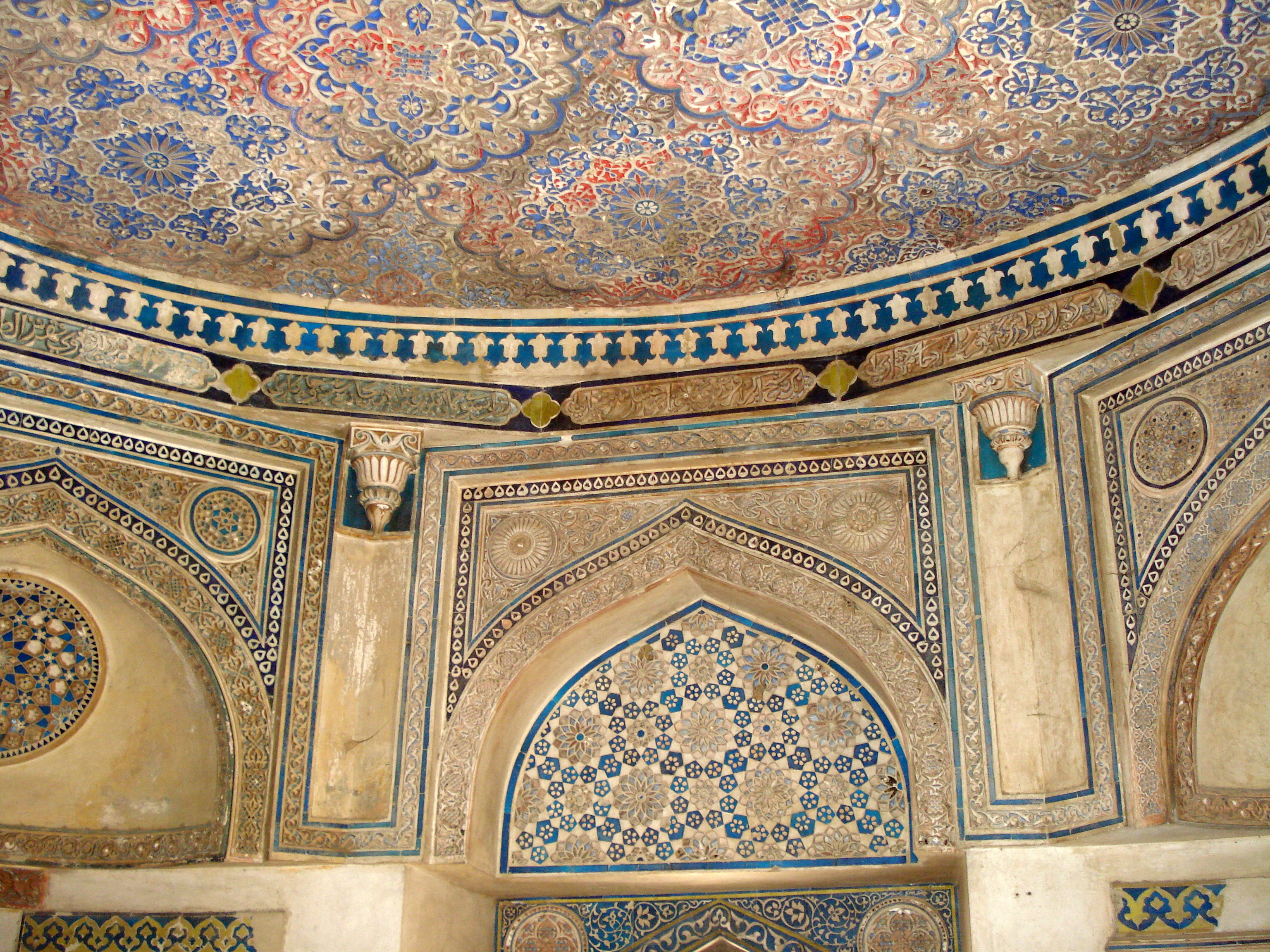
Innendekor des Grabmals
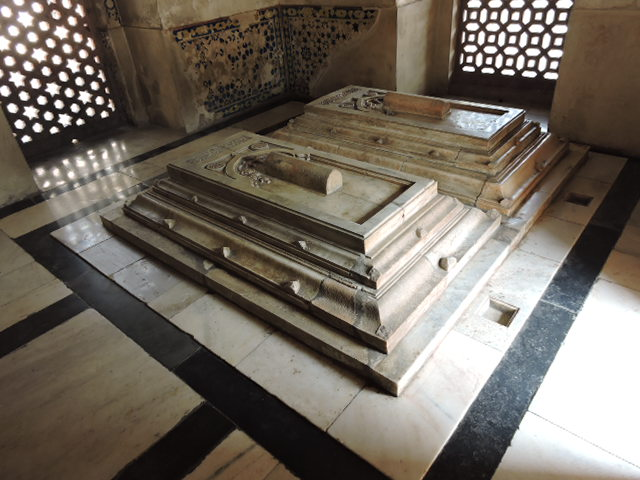
Kenotaphe von Jamali und Kamali